# Ереван (киностудия)
Студия телефильмов «Ереван» — студия художественных и документальных телевизионных фильмов в Ереване. В основном, выпускает игровые художественные фильмы.  Занимается также оцифровкой армянских фильмов советского периода.

## Игровые фильмы
- 1975 – «С двух до восьми»
- 1975 – «Невеста с севера»
- 1983 – «Ануш»
- 2007 – «Не бойся»
- 2007 – «Не останется ничего»
- 2009 – «Убитая голубка»
- 2009 – «Дневник крестокрада»
- 2010 – «Артист»

## Документальные фильмы
- 1969 — «Мы», режиссёр А. Пелешян
- 1975 — «Времена года», режиссёр А. Пелешян
- 1975 — «Посвящение», автор сценария М. Меркель, режиссёр В. Захарян, оператор Л. Погосян

## Фильмы-концерты
- 1973 — «Васпуракан», режиссёр О. Ахвердян, оператор Р. Жамгарян, худ. руководитель Э.Петросян